# Fritz Böttger (Drehbuchautor)
Fritz Böttger (* 7. August 1902 in Gera; † 1. November 1981 vermutlich in München) war ein deutscher Tänzer, Sänger, Choreograph, Drehbuchautor, Schauspieler und Filmregisseur.

## Leben und Wirken
Böttger hatte eine Ausbildung in Tanz, Gesang und Schauspiel erhalten. Seit 1927 künstlerisch tätig, begann er seine Laufbahn als Ballettmeister und Solotänzer an den Städtischen Bühnen von Rostock. Weitere Theaterstationen waren u. a. Münster, Graz und Karlsbad (dort nur Sommerbühne). In der Spielzeit 1938/39 durfte Fritz Böttger erstmals als Regisseur (Leiter der Operette am Oldenburgischen Staatstheater) arbeiten, nahezu zeitgleich erhielt er sein erstes Angebot vom Film.
Bis 1950 trat Fritz Böttger mit einer Reihe von Nebenrollen vor die Kamera, im selben Jahr erfolgte der nahtlose Übergang zur Tätigkeit eines Drehbuchautors. Seine erste Arbeit war die Idee zu Helmut Käutners Inszenierung Epilog. In Zusammenarbeit mit erfahrenen und altgedienten Unterhaltungsroutiniers wie Joachim Wedekind, Walter Forster und Janne Furch erstellte Böttger ab 1952 die Vorlagen zu einer Reihe von Lustspielen und Romanzen, Edelschnulzen und Heimatfilmen. Gelegentlich betreute Fritz Böttger aber auch Stoffe für das ihm als ehemaligen Tänzer und Ballettmeister vertraute Genre der Operette (Die Försterchristel, Maske in Blau, Der Bettelstudent, Der Graf von Luxemburg).
Bei zwei kaum bekannten Kinowerken der Jahre 1952/53 führte Fritz Böttger überdies Regie, gefolgt von einem im Herbst 1959 unternommenen Ausflug zum Trash-, Exploitation- und Gruselfilm um leicht bekleidete, schiffbrüchige Tänzerinnen und eine beißwütige Riesenspinne („Ein Toter hing im Netz“) mit der Nachwuchsdarstellerin Barbara Valentin in einer der Hauptrollen.

## Filmografie
Schauspieler
- 1939: Männer müssen so sein
- 1939: Flucht ins Dunkel
- 1940: Weißer Flieder
- 1940: Die 3 Codonas
- 1940: Achtung! Feind hört mit!
- 1941: Blutsbrüderschaft
- 1941: So gefällst du mir
- 1941: Frau Luna
- 1941: Metropol Revue
- 1942: Der Fall Rainer
- 1942: Fünftausend Mark Belohnung
- 1942: Meine Frau Teresa
- 1943: Liebespremiere
- 1942: Titanic
- 1949: Nächte am Nil
- 1950: 0 Uhr 15 Zimmer 9
- 1950: Wenn Männer schwindeln
- 1960: Immer will ich dir gehören

Drehbuchautor
- 1952: Die Försterchristel
- 1952: Pension Schöller
- 1952: Die Wirtin von Maria Wörth
- 1952: Die Junggesellenfalle
- 1953: Maske in Blau
- 1953: Lavendel – eine ganz unmoralische Geschichte (Lavendel)
- 1954: Liebe und Trompetenblasen
- 1954: Schützenliesel
- 1955: Vatertag
- 1956: Bonjour, Kathrin
- 1956: Der Jäger vom Roteck
- 1956: Der Bettelstudent
- 1957: Sag es mit Musik (Quiéreme con musica) (Dialoge der dt. Fassung)
- 1957: Die Unschuld vom Lande
- 1957: Einmal eine große Dame sein (ungenannt)
- 1957: Liebe, Jazz und Übermut
- 1958: Der lachende Vagabund
- 1959: Hula-Hopp, Conny
- 1959: Das blaue Meer und Du
- 1960: Ein Toter hing im Netz
- 1960: Brücke des Schicksals
- 1960: Immer will ich dir gehören
- 1962: Verrückt und zugenäht
- 1962: Die Försterchristel
- 1962: Ich lade Sie ein, Fräulein... (Fernsehfilm)
- 1963: Das Kriminalmuseum – Nur ein Schuh (Fernsehserie)
- 1967: Orgel und Rakete (Fernsehfilm)
- 1967: Ein Anruf aus der Zone (Fernsehfilm)
- 1968: Das Kriminalmuseum – Die Postanweisung (Fernsehserie)
- 1969: Das Wunder von Lengede (Fernsehfilm)
- 1969–1970: Alle Hunde lieben Theobald (Fernsehserie, 12 Folge)

Regisseur
- 1952: Die Junggesellenfalle
- 1953: Auf der grünen Wiese
- 1950: Ein Toter hing im Netz